# العلاقات النيجرية المولدوفية
العلاقات النيجرية المولدوفية هي العلاقات الثنائية التي تجمع بين النيجر ومولدوفا.

## مقارنة بين البلدين
هذه مقارنة عامة ومرجعية للدولتين:
| وجه المقارنة                                              | النيجر          | مولدوفا                           |
| --------------------------------------------------------- | --------------- | --------------------------------- |
| المساحة (كم2)                                             | 1.27 مليون      | 33.85 ألف                         |
| عدد السكان (نسمة)                                         | 21.48 مليون     | 2.55 مليون                        |
| الكثافة السكانية (ن./كم²)                                 | 16.91           | 75.33                             |
| العاصمة                                                   | نيامي           | كيشيناو                           |
| اللغة الرسمية                                             | لغة فرنسية      | اللغة المولدوفية، اللغة الرومانية |
| العملة                                                    | فرنك غرب أفريقي | ليو مولدوفي                       |
| الناتج المحلي الإجمالي (بليون دولار)                      | 8.12 مليار      | 8.13 مليار                        |
| الناتج المحلي الإجمالي (تعادل القوة الشرائية) بليون دولار | 19.01 مليار     | 17.94 مليار                       |
| الناتج المحلي الإجمالي الاسمي للفرد دولار أمريكي          | 358             | 3.65 ألف                          |
| الناتج المحلي الإجمالي للفرد دولار أمريكي                 | 938             | 4.98 ألف                          |
| مؤشر التنمية البشرية                                      | 0.348           | 0.693                             |
| رمز المكالمات الدولي                                      | +227            | +373                              |
| رمز الإنترنت                                              | .ne             | .md                               |
| المنطقة الزمنية                                           | ت ع م+01:00     | ت ع م+02:00، ت ع م+03:00          |

## منظمات دولية مشتركة
يشترك البلدان في عضوية مجموعة من المنظمات الدولية، منها:
| علم المنظمة | اسم المنظمة                               | تاريخ انضمام النيجر | تاريخ انضمام مولدوفا |
| ----------- | ----------------------------------------- | ------------------- | -------------------- |
|             | مؤسسة التنمية الدولية                     | 24 أبريل 1963       | 14 يونيو 1994        |
|             | يونسكو                                    | 10 نوفمبر 1960      | 27 مايو 1992         |
|             | وكالة ضمان الاستثمار متعدد الأطراف        | 10 مايو 2012        | 9 يونيو 1993         |
|             | الأمم المتحدة                             | 20 سبتمبر 1960      | 2 مارس 1992          |
|             | الفريق المعني برصد الأرض                  | ?                   | ?                    |
|             | الاتحاد البريدي العالمي                   | ?                   | ?                    |
|             | البنك الدولي للإنشاء والتعمير             | 24 أبريل 1963       | 12 أغسطس 1992        |
|             | الاتحاد الدولي للاتصالات                  | 14 نوفمبر 1960      | 20 أكتوبر 1992       |
|             | منظمة حظر الأسلحة الكيميائية              | ?                   | ?                    |
|             | مؤسسة التمويل الدولية                     | 7 يناير 1980        | 10 مارس 1995         |
|             | المركز الدولي لتسوية المنازعات الاستشارية | 14 ديسمبر 1966      | 4 يونيو 2011         |
|             | منظمة التجارة العالمية                    | ?                   | ?                    |
|             | منظمة الشرطة الجنائية الدولية             | ?                   | ?                    |

## وصلات خارجية
- موقع وزارة الخارجية المولدوفية